# 重修臺灣縣志
重修臺灣縣志，因清乾隆十四年（1749年）八月上任之臺灣縣知縣魯鼎梅認為康熙年間所修之《臺灣縣志》已過於老舊，需要重修，遂於乾隆十六年（1751年）倡議重修而成之史書。
其編纂成員除擔任主修的魯鼎梅外，總輯為德化進士王必昌，臺灣府儒學訓導林起述與府學教授謝家樹擔任總理，編纂則有舉人陳輝、廩生方達聖、生員盧九圍等3人，郭朝宗、蔡春開、金鳴鳳、龔帝臣、方達義等擔任分輯。
該書於乾隆十七年（1752年）二月在府學明倫堂設館進行修志工作，同年即刻印成書。內容包括有行政區劃、財政賦役等，也記載了清朝駐臺灣官員的事蹟。全書共十五卷，有十四門類。

## 內容
1. 疆域志：細分為星野、沿革、封圻、形勝、里社、街市六部分。
2. 山水志：細分為山、溪港潭陂、澳嶼、海道、潮汐五部分。
3. 建置志：細分為城池、公署、公館、倉庫、郵傳、橋渡、坊表、卹政八部分。
4. 賦役志：細分為戶政、田賦、土貢、雜餉、經費、耗羨六部分。
5. 學校志：細分為學宮、崇祀、書籍、泮額、書院社學、學田六部分。
6. 祠宇志：細分為壇、廟、祠三部分。
7. 禮儀志：細分為公式、祭祀二部分。
8. 武衛志：細分為營制、汛塘、教場、船政、賞卹五部分。
9. 職官志：細分為官制、列憲題名、文職、武職、列傳五部分。
10. 選舉志：細分為甲科、戎功、封蔭三部分。
11. 人物志：細分為治行、孝義、文學、列女、耆壽、僑寓、方技七部分。
12. 風土志：細分為氣候、風俗、土產三部分。
13. 藝文志（占兩卷）：細分為著述、書序、賦、詩四部分。
14. 雜記：細分為古蹟、祥異、叢談三部分。

## 版本
中央圖書館臺灣分館有繼承自臺灣總督府圖書館的原刊本與刪改本各一部，其中原刊本是臺灣總督府民政局在1917年2月19日移交給總督府圖書館，而刪改本則是總督府圖書館於1939年7月7日所收藏。
上述兩版本先是在1961年由臺灣銀行經濟研究室合校，列為《臺灣文獻叢刊》第113種，稱為「文叢本」，而後臺大教授陳漢光將原刊本與刪改本互校，在1968年校訂後交由成文出版社印刷，為該社出版之《中國方志叢書》的臺灣地區第九種。
之後於2005年時，行政院文化建設委員會以成文出版社刊行的原刊本為底並參考文叢本，出版了《重修臺灣縣志》的點校本。